# Kucie swobodne
Kucie swobodne polega na kształtowaniu metalu poprzez wywieranie nacisku narzędziami powodującymi jego płynięcie w kilku dowolnych kierunkach. Kucie swobodne stosuje się przy niedużych seriach lub przy wykonywaniu odkuwek ciężkich. Maksymalna masa surowca w postaci wlewków na odkuwki kute swobodnie wynosi 500 ton. Małe odkuwki wykonuje się z wsadu uprzednio walcowanego, duże z wlewków.
Kucie swobodne stosuje się w szczególności dla następujących przypadków:
- przy produkcji jednostkowej, gdzie wykonywanie matryc jest nieopłacalne;
- przy wykonywaniu odkuwek, których masa i wymiary przekraczają możliwości produkcyjne najcięższych dysponowanych zespołów matrycowych;
- przy wstępnej obróbce plastycznej wlewków ze stali stopowych lub stopów o specjalnych własnościach na kęsiska i kęsy kute;
- przy wykonywaniu części zamiennych i do celów remontowych;
- przy szeroko pojętej regeneracji narzędzi i sprzętu warsztatowego.[1]